# Cryptodiaspis hamata
Cryptodiaspis hamata är en insektsart som beskrevs av Karl Hermann Leonhard Lindinger 1909. Cryptodiaspis hamata ingår i släktet Cryptodiaspis och familjen pansarsköldlöss.
Artens utbredningsområde är Kamerun. Inga underarter finns listade i Catalogue of Life.